# Mount Washington Hotel

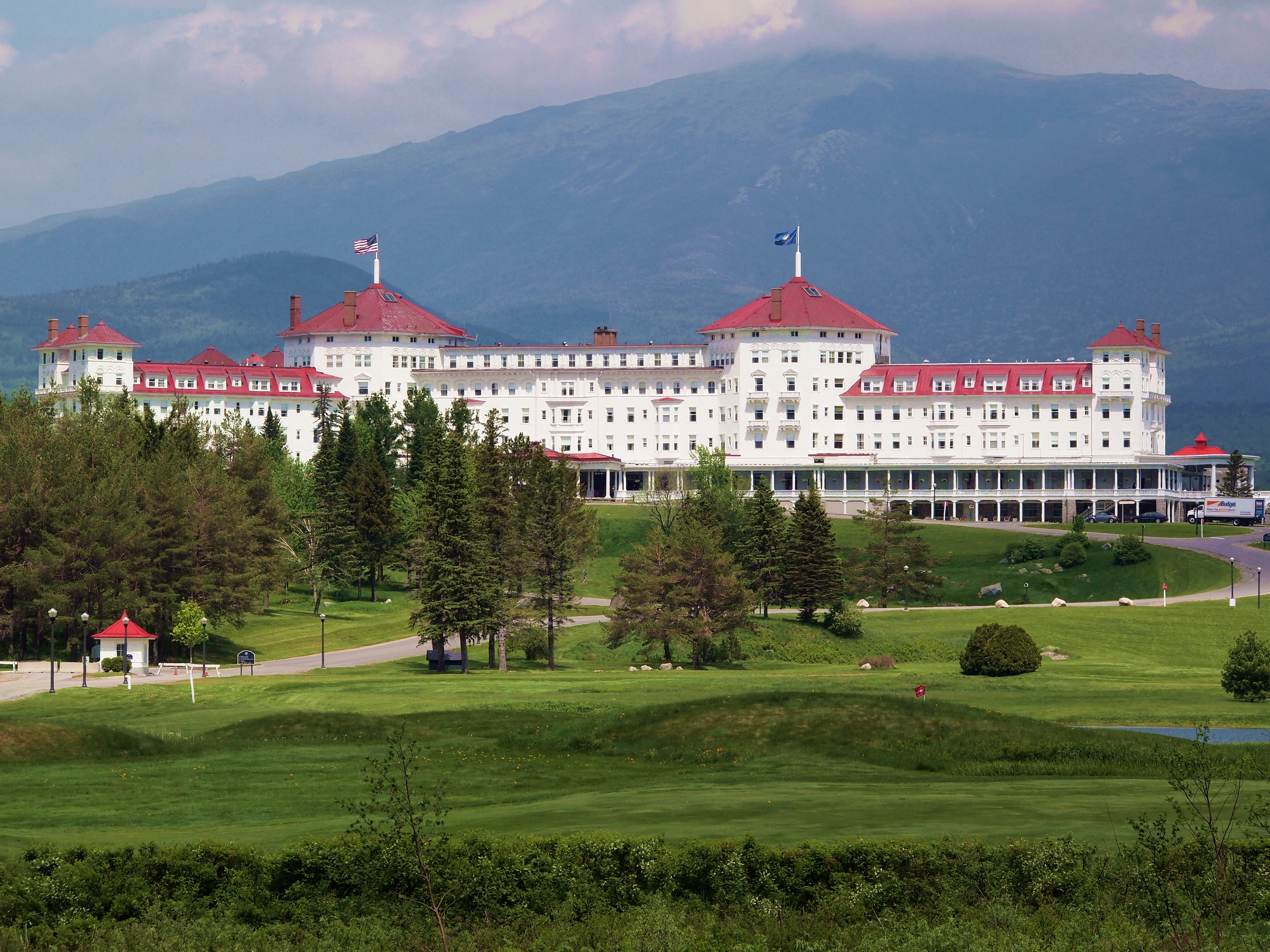
Mount Washington Hotel, 2011.

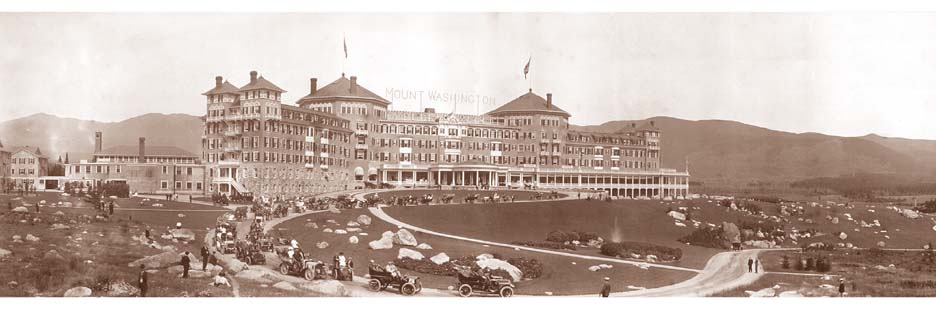
Mount Washington Hotel, 1905.

Omni Mount Washington Resort, mer känt som Mount Washington Hotel, är ett amerikanskt lyxhotell i området Bretton Woods, New Hampshire, nära berget Mount Washington. Byggnaden stod klar 1902.
I juli 1944 hölls Bretton Woodskonferensen här, där de 44 deltagande staterna enades om att upprätta Internationella valutafonden och Världsbanken. Det ledde till upprättandet av Bretton Woodssystemet, som fram till tidigt 1970-tal reglerade växelkurserna för medlemsländerna i den internationella valutafonden.